# Mycomya pseudoultima
Mycomya pseudoultima är en tvåvingeart som beskrevs av Zaitzev 1994. Mycomya pseudoultima ingår i släktet Mycomya och familjen svampmyggor. Inga underarter finns listade i Catalogue of Life.